# Игор Н. Григорјев
Игор Николајевич Григорјев (рус. Игорь Николаевич Григорьев; рођен је 17. августа 1923. године у селу Ситовичи, Порховског округа Псковске области; преминуо 16. јануара 1996. године у Јукама, Лењинградској области) – био је руски борац у Другом светском рату и познати песник.

## Детињство и младост
Игор Николајевич је рођен 17. августа 1923. године у селу Ситовичи, Порховског округа Псковске области. Песников отац, самоуки песник и сељак, током Првог светског рата, био је храбар ратник, Георгијевски каваљер, учесник Брусиловског пробоја. После рата живео је у селу, био је пастир. Мајка је, напротив, постала активна учесница у изградњи новог живота, учествовала је у сеоском активизму.
Неколико година пре рата, Григорјев се са оцем и млађим братом Лaвом преселио у засеок Пљусу, где је завршио десетогодишњу школу. Живели су, по речима песника, напола сити, зато „нису са братом обилазили комшијске баште и њиве.”
Григорјев се заинтересовао за поезију веома рано – већ са пет година, када га је његова сестра научила азбуку. Прочитао је песму у некој збирци, која га је погодила: радило се о истој шуми, близу које је стајала њихова сеоска колиба и која је „била пријатељ и други дом”.
Године 1941, када су у родну земљу дошли фашисти, Григорјев је водио пљуску организацију отпора, у коју су били укључени и његови вршњаци. У предговору збирке Жеђ (рус. Жажда) је написао: „Када су нацисти заробили моју помоћницу и верну пријатељицу, Љубов Смурову (то се догодило у засеоку Пљуса 11. августа 1943. године), мој брат и ја смо побегли у партизане.”
После рата, Григорјев се бавио ловом у костромским шумама, радио је као фотограф у Вологодској области, па као геолог у Прибајкаљу.

## Стваралаштво
Године 1956. у новинама Псковскаја правда (рус. Псковская правда) објављене су 3 Григорјеве песме. Од тог времена поезија је постала његова основна професија. Објављивао је у часописима Звезда и Нева, у новинама и збиркама, а веома се бавио преводима песника Естоније, Белорусије, Летоније и Азербејџана.
До своје прве књиге песама, Родне даљине (рус. Родимые дали, 1960. ишао је дуго и тешко), али после ње су изашле једна за другом Григорјеве песничке збирке: Јутра и врсте (рус. Зори да версты, 1962), Листобој (рус. Листобой, 1962), Срце и мач (рус. Сердце и меч, 1965), Горке јабуке (рус. Горькие яблоки, 1966).
Године 1967. догодио се нагли преокрет у животу Григорјева: вратио се у Псков, где је створио и руководио Псковском књижевном организацијом. Морао је да ради у непријатељској атмосфери. Уцењивали су га чињеницом да не поштује „правила соцреализма”. „Моја сабраћа по перу нису делили славу Пскова”, са горском иронијом је говорио Григорјев. Здравље му је тада већ било нарушено.
У издањима Москве и Лењинграда наставиле су да излазе књиге Григорјева: Брига (рус. Забота, 1970), Не престајем да волим (рус. Не разлюблю, 1972), Красуха (рус. Красуха, 1973), Жеђ (рус. Жажда, 1977), Путања (рус. Стезя, 1982), Руска лекција (рус. Русский урок, 1991), Кога волим (рус. Кого люблю, 1994), итд. Две књиге су објављене постхумно: Звона: Песме о рату и Победи (рус. Набат: Стихи о войне и Победе, 1995) – у Пскову, Бол: Изабране (рус. Боль: Избранное, 1995) – у Санкт Петербургу.
Иако је напустио руководеће место, Григорјев је фактички остао вођа псковских писаца. Његова духовна великодушност није имала границе. У Пскову и након његове смрти, вечери посвећене његовој поезији и даље се одржавају.
Поезија Григорјева је упечатљива по језику и стилу, који укључује у себе и модеран, жив говорни језик, и традицију усменог народног стваралаштва и руску књижевну класику. Григорјев је припадао управо тој плејади песника (А. Јашин, С. Викулов, Н. Рубцов, итд.), који су поставили „строго питање” – бити или не бити Русији?
Григоријева поезија учи о неумољивој борби против зла, о добру, односу према људима без користи; крвној везаности за родну земљу – “малу” отаџбину; поштовани став и сажаљење према природи, према свему што постоји; способност да се одупре невољама и поднесу било какве недаће.

## Породица
Син песника је Григориј Игорович Григорјев (старешина храма Иоана Претече у Јукама, рођен у браку песника са Белорускињом Даријом Григорјевом).  О песмама свог оца је написао: „У њима је истински бол и крик руске душе! Ко је од данашњих песника у таквој дубини схватио изворе Руске земље? У његовим песмама је сплав времена, њихово нераскидиво јединство... Његове продорне линије буде успавана срца, за разлику од свих могућих успаваних маршева”. 
О. Григориј Григорјев је и доктор медицинских наука, награђени лекар, доктор богословских наука, професор и психотерапеут. 
Песникова кћерка је Марија И. Кузмина (од мајке - Маргарите Кузмине), рођена 1966. године, песникиња.

## Сећање на песника
Сваке године се одржава конкурс за најлепшу песму, који носи име Игора Григорјева, као и међународна конференција на којој се дискутује о његовом стваралаштву. У Пскову се налази и Библиотека Игора Н. Григорјева.
Заслужним трудбеницима културе, књижевницима, педагозима, као и проучаваоцима дела Григорјева цваке године се додељује Меморијална медаља „Песник и борац Игор Григорјев (1923–1996)”. Избор и доделу организују Фонд сећања на песника Игора Григорјева, Санкт Петербург, на чијем се челу налази песников син Григориј Григорјев. На месту секретара комисије за доделу медаље налази се Наталија Совјетна, белоруска и руска песникиња и добитница многих књижевних награда.
Добитница Меморијалне медаље „Песник и борац Игор Григорјев (1923–1996)” у Србији је Дајана Лазаревић, мастер филологије и књижевни преводилац, за превод збирке поезије Отаџбина срце милује И. Григорјева на српски језик, у 2020. години. Исте године је превела и објавила збирку поезије Наталије Совјетне На земљи сунцем обасјаној и учествовала на конференцији поводом доделе Меморијалне медаље.

## Песничке збирке
- Разговор с землёй: перевод стихотворений и поэмы «Путь ввысь» Народного поэта Литвы А. Балтакиса. — М. ; Л. : Советский писатель, 1958
- Родимые дали: стихотворения. — Л. : Лениздат, 1960
- Зори да вёрсты : стихи. — М. ; Л. : Советский писатель, 1962
- Листобой : стихи и поэмы. — М. : Молодая гвардия, 1962
- Сердце и меч : стихи. — М. : Воениздат, 1965
- Горькие яблоки : лирика. — Л. : Лениздат, 1966
- Забота : поэмы. М Л. : Лениздат, 1970
- Отзовись, Весняна : лирика и поэма. — М. : Советская Россия, 1972
- Не разлюблю : стихотворения; поэмы. — Л. :Лениздат, 1972
- Красуха : стихи. — М. : Современник, 1973
- Целую руки твои : лирика. — Л. : Лениздат, 1975
- Жажда : стихотворения. — Л. : Лениздат, 1977
- Стезя : новые стихи. — Л. : Лениздат, 1982
- Жить будем : стихотворения. — М. : Советская Россия, 1984
- Уйти в зарю : стихотворения и поэмы. — Л. : Лениздат, 1985
- Дорогая цена : стихи. — М. : Современник, 1987
- Вьюга : поэма. — Л. : Редактор, 1990
- Русский урок : лирика и поэмы. — Л. : Лениздат, 1991
- Крутая дорога: стихи о судьбе и Родине. — Псков : Отчина,1994
- Кого люблю : посвящённые стихотворения. — СПб. : Путь, 1994
- Набат : стихи о Войне и Победе. — СПб. : Путь, 1995
- Боль : избранное. — СПб. : Путь, 1995
- Любимая — любимой остаётся: избранные стихи. — Псков: Курсив, 1998
- Перед Россией : стихи и проза. — М. : Сам Полиграфист, 2014

Књиге у коауторству:
- Первая встреча: Сборник. — Л: Лениздат, 1957
- День поэзии: Сборник. — Л: Советский писатель, 1963
- Живут на Неве поэты: Сборник. — М: Молодая гвардия, 1966
- Ровесники: Сборник. — М: Молодая гвардия, 1970
- Встречи: Книга литераторов псковщины. — Л: Лениздат, 1974
- Звенья: Сборник произведений псковских литераторов. — Л: Лениздат, 1988
- Контрразведка: Проза и стихи о войне. — Псков: Изд-во Организационно-методического центра, 1995
- Этот день мы приближали, как могли. Писатели Псковщины о войне и победе: Стихи и проза о войне. — Псков: Псковское региональное отделение Союза писателей России, 2015
- Я не мыслю себя без России: сборник стихов финалистов международного поэтического конкурса имени Игоря Григорьева,сост. Н. В. Советная. — СПб; Политехника-сервис,2014
- Ничего душе не надо, кроме родины и неба: сборник стихов финалистов международного поэтического конкурса имени Игоря Григорьева, поэтические переводы И.Григорьева,сост. Н. В. Советная.— СПб; Политехника-сервис,2015
- Душа добру открыла двери: сборник стихов финалистов международного поэтического конкурса имени Игоря Григорьева,сост. Н. В. Советная.— СПб; Политехника-сервис,2016
- Только б русскую душу на ветер не пустить — ни про что — в никуда: 4-й Международный поэтический конкурс им. И. Н. Григорьева — 2017, сост. Н. В. Советная. — СПб; Политехника-сервис, 2017.